# 鳥羽国際ホテル
鳥羽国際ホテル（とばこくさいホテル）は、三重県鳥羽市にあるリゾートホテル。鳥羽湾を見下ろすように建つ。開業当初はヤマハの経営するヤマハリゾートの1つであったが、2007年（平成19年）に三井不動産へ譲渡された。
熟年層を主な顧客としてきたが、2010年（平成22年）のリニューアルを期に30 - 40代の女性やカップル向けの魅力づくりが行われた。デザインコンセプトは「海とともにある、余分なものが何もない、ここだけにある時間」・「真珠の海に抱かれるリゾート」。

## 概要
1964年（昭和39年）に創業した。東京オリンピック開催を控えた日本政府が「外国の要人が宿泊できるホテルをつくる」と、上質なホテルの建設を推奨していたことから、国際と名付けた。開業以来、日本の皇族や政財界の有力者を初めとして、イギリスのエリザベス2世、トンガのタウファアハウ・ツポウ4世など日本国外からの要人が鳥羽への訪問の際に多数、宿泊している（詳細は「鳥羽国際ホテルの歴史」を参照。）。フィンランドの文学者トーベ・ヤンソンは、1971年の訪日の際に宿泊してランチョンマットにムーミンのイラストを描き残した。
2007年（平成19年）度の利用客は約11.5万人であった。
2010年（平成22年）に建築設計・監理・施工を竹中工務店、インテリアデザインをフィールドフォー・デザインオフィス、内装監理・施工をJ.フロント建装、がそれぞれ担当して、改装した。
- 敷地面積：72737.01m2
- 建築面積：3183.67m2

オーシャンウィング（旧・本館）とハーバーウィング（旧・南館）から成り、洋室を中心に畳のある部屋も用意している。敷地内に旅館・潮路亭を置く。潮路亭には日帰り入浴の可能な温泉大浴場（庭園露天風呂付）が設置されている。
鳥羽国際ホテルが三重県庁に提出した「地球温暖化対策計画書」では、2010年度（平成22年度）に2006年度（平成18年度）比で2.8%（82t）の二酸化炭素削減を目標として定めた。

## 沿革
1957年（昭和32年）から日本楽器（ヤマハ）は、川上源一社長が気に入ったことをきっかけに鳥羽市にホテルを建設する計画を温めていたが、当時はホテルだけでなく、マリーナも設置する予定だった。漁業権やヨットの航路設定で地元とうまく折り合えず、ホテルの建設にとどめ、マリーナ計画は志摩郡浜島町大字迫子（現在の志摩市浜島町迫子）合歓の郷へ移した。
- 1964年（昭和39年）3月7日 - 主水山に鳥羽国際ホテルが開業[11]。
- 1975年（昭和50年）5月 - 来日中、伊勢神宮に参拝したエリザベス2世とエディンバラ公爵フィリップ王配夫妻が宿泊。
- 2001年（平成13年）10月10日 - 株式会社鳥羽国際ホテルを設立。
- 2003年（平成15年）3月31日 - ISO 14001を取得[7]。
- 2007年（平成19年）7月 - ヤマハから三井不動産に譲渡される[5]。
- 2010年（平成22年）4月1日 - 伊勢神宮の式年遷宮を前に改装した[3]。
  - 10月13日 - 鳥羽市から「M.O.L.F. Premium-Burger」がご当地グルメ「とばーがー」として認定される[12]。10月18日よりランチで提供開始[12]。
- 2017年（平成29年）2月1日 - 株式会社鳥羽国際ホテルが株式会社合歓の郷を吸収合併し、伊勢志摩リゾートマネジメント株式会社に商号を変更、本社を旧株式会社合歓の郷所在地へ移転[13]。

## 特徴
56m2のスイートルームは水平線が部屋の中に連続するように、33m2の客室は視線の先に海が感じられるように設計されている。
レストランは「シーホース」と和食処「もんど岬」がある。潮路亭では各部屋で料理が提供される。
ホテル内は伊勢型紙の文様を取り入れたインテリアを配し、地元発祥のミキモト関連会社の御木本製薬とコラボレートした「真珠スパ」を日本で初めて取り入れた。ホテル従業員は地元出身者が多く、レストランの食材に地元産の水産物や野菜用いて地産地消を推進するなど、地域を志向して経営している。
年間休日数は104日、月間時間外労働時間は平均25時間、有給休暇年間取得日数は平均7.5日で、産休や育休のほかに妊娠中の女性従業員は負担が少ない部署へ異動し、産後は元の部署へ戻れるように配慮している。
2015年（平成27年）と2016年（平成28年）に連続して一般社員に月40時間を超える時間外労働をさせていたとして是正勧告を受けており、2018年（平成30年）10月11日に「名ばかり管理職」の社員4人と36協定を結ばずに月80時間以上（最長で100時間超）の時間外労働をさせていたとして、会社と代表取締役が労働基準法違反の疑いで津地方検察庁伊勢支部に書類送検されている。

### チーズケーキ

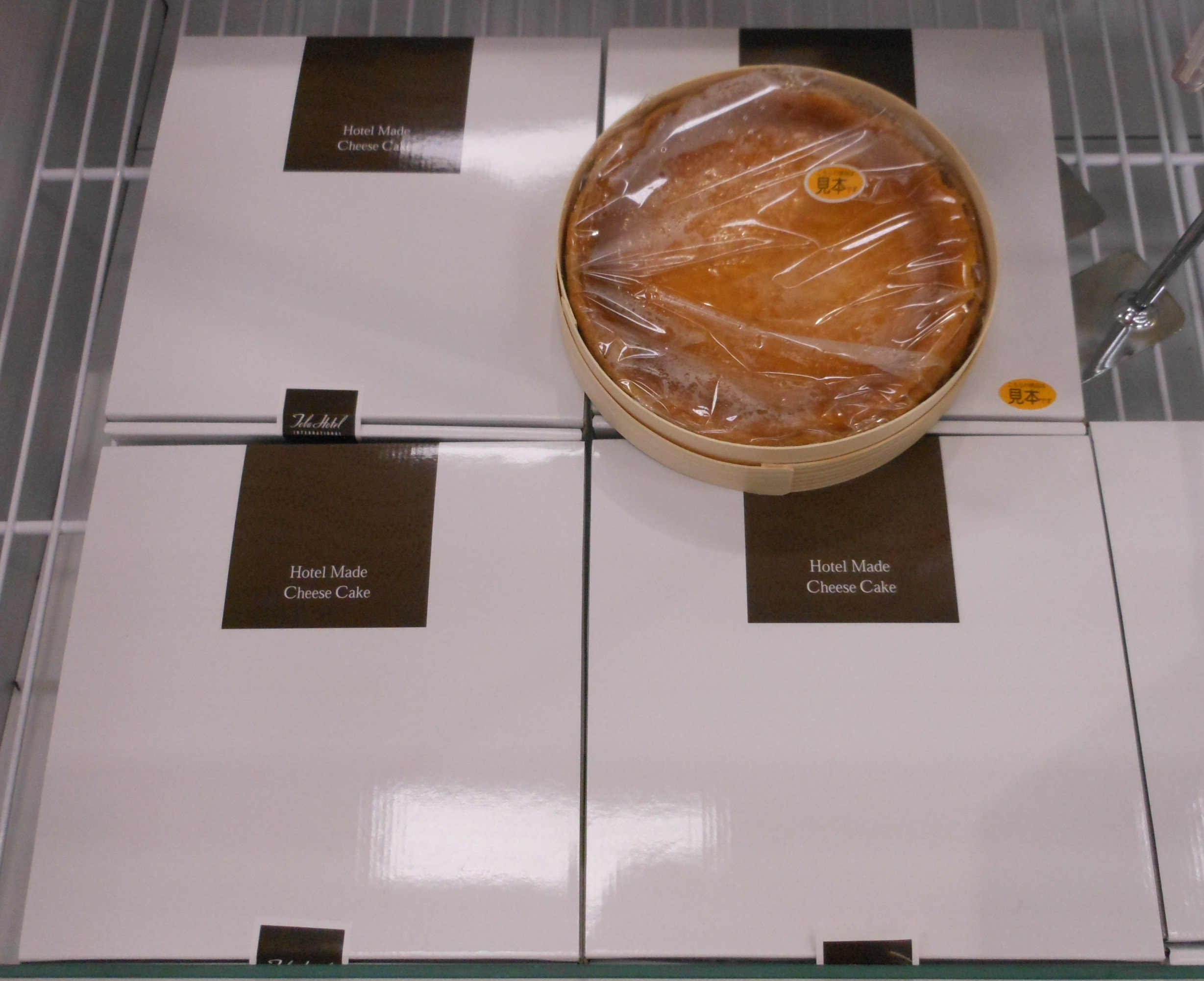
イオンモール明和店頭に並ぶ鳥羽国際ホテルのチーズケーキ

チーズケーキの評判が高く、創業時にフランス料理のデザートとして作られた味を継承している。「熟成チーズケーキ」、アップル、ブルーベリー、抹茶、黒糖味がある。三重県内で店頭販売のほか、日本全国へ発送も応じている。
チーズケーキはモンドセレクションで金賞を受賞している（2018年、2019年、2020年、2021年）。

### とばーがー
2010年（平成22年）10月18日から、鳥羽市のご当地バーガー「とばーがー」として伊勢海老やアワビ、松阪牛を用いた「M.O.L.F. Premium-Burger」を1万円で提供している。

## 交通
- JR参宮線・近鉄鳥羽線・同志摩線 鳥羽駅より約500m。（送迎バス利用で約3分）
- 伊勢自動車道伊勢ICより伊勢二見鳥羽ライン・国道42号経由、約10分。